# Дуглас, Аарон (актёр)
Аа́рон Ду́глас (англ. Aaron Douglas; род. 23 августа 1971, Нью-Уэстминстер) — канадский актёр, известный по своей роли Гэлена Тирола в сериале «Звёздный крейсер „Галактика“» на канале Sci Fi.

## Биография
С самого маленького детства Аарон говорил своим родителям, что хочет быть актёром. Родители мечтали, чтобы Аарон сделал карьеру военного.
Аарон с самого детства играет в хоккей и продолжает играть по сей день. Также во время учёбы школе он посещал драмкружок. После окончания средней школы Аарон не поступил в институт, сменил несколько работ (продавец, маркетинг, строитель и т. д.) и в конечном счёте поступил в Центр изучения актёрского мастерства Уильяма Дэвиса в Ванкувере.
Там Аарон встретил Гарри Давея, бывшего в то время художественным руководителем школы, который поощрял Аарона и знал, что из него получится хороший актёр. Аарон учился в Центре Уильяма Дэвиса в течение одного года, после чего подписал контракт с агентом и продолжил свою карьеру. Во время обучения он работал официантом в ресторане Дарио Джанне, впоследствии Дарио Джанне очень помог ему с карьерным ростом.
Вскоре актёр начал сниматься и получил небольшие роли в фильмах «Звёздные врата: SG-1», «Правое дело», «Тайны Смолвилля», «Лиззи Магуайер», «Пункт назначения 2» и других картинах. Но настоящий успех Аарону принесла роль Галена Тирола в культовом американском фантастическом телесериале «Звёздный крейсер „Галактика“». Там Дуглас снимался до 2009 года.
Параллельно с работой в известном сериале Аарон Дуглас играл в таких фильмах и телесериалах как «Женщина-кошка», «Прожигатели жизни», «Жнец», «Биобаба», «Выкуп» и других.
Так, в 2010 году актёр снялся в двух сериалах — «Мост» и «Адские кошки», в 2011-м — в фантастическом триллере «Гора-убийца», а в 2012-м — в телесериале «Хемлок Гроув» и фильме «Пока смерть не разлучит нас». В 2015 году появился в телесериале «Возвращённые» во второстепенной роли Тони Дэрроу.